# Tongoloa dunnii
Tongoloa dunnii är en flockblommig växtart som först beskrevs av H.Boissieu, och fick sitt nu gällande namn av H.Wolff. Tongoloa dunnii ingår i släktet Tongoloa och familjen flockblommiga växter. Inga underarter finns listade i Catalogue of Life.